# Euchrysops malathana
The Common Smoky Blue or Smoky Bean Cupid (Euchrysops malathana) là một loài bướm ngày thuộc họ Bướm xanh. Nó được tìm thấy ở tây nam Arabia và Africa, phía nam of the Sahara bao gồm Madagascar.
Sải cánh dài 22–30 mm đối với con đực và 23–31 mm đối với con cái. Con trưởng thành bay quanh năm, nhiều nhất vào from tháng 12 đến tháng 5 in South Africa.
Ấu trùng ăn Sphenostylis angustifolius, Medicago, Psidium, Canavalia và Vigna species (bao gồm Vigna triloba và Vigna unguiculata).

## Hình ảnh

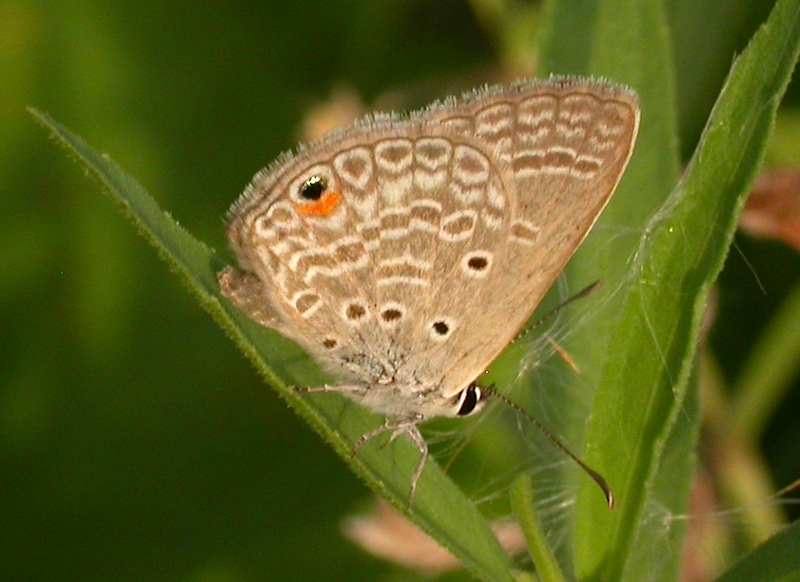
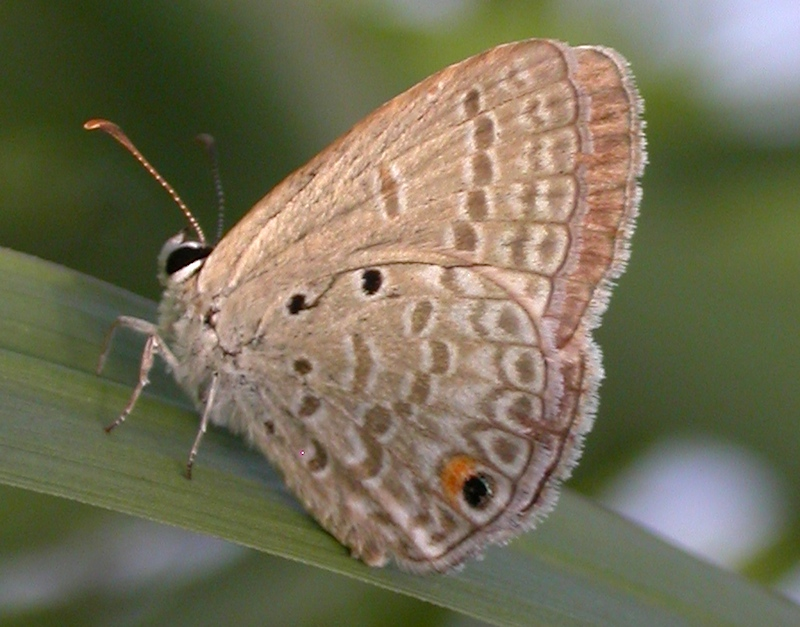